# Flystyrt ved Sondrestrom Airbase
Flystyrt ved Sondrestrom Airbase, nu Kangerlussuaq i Grønland.
I starten af december 1968 styrtede 3 stk. amerikanske Lockheed T-33 træningsfly ned ved Sondrestrom Air Base. De kom fra Island, men pga. meget dårligt sigt i en pludselig opstået snestorm kunne de ikke lande, og der var ikke brændstof nok til at flyve videre. De kredsede over basen, indtil brændstoffet var brugt, og sprang ud ved hjælp af katapultsædet og reddede livet, mens flyene var styret væk og styrtede ned, hvor de ikke gjorde skade. Flyene havde numrene 57-0551, 57-0757 og 57-0763.
28 august 1976 styrtede en Lockheed C-141A 67-0008 ned ved landingen. Flyet kom fra Thule Air Base og skulle mellemlande på Sondrestrom AB. Der var i alt 27 personer om bord (8 besætningsmedlemmer + 19 passagerer)
7 besætningsmedlemmer samt 16 passagerer omkom.
Blandt de omkomne var danskere ansatte af Danish Arctic Contractors, der var på vej hjem fra Thule Air Base til Danmark.
Landingsbanen i Sondrestrom er noget speciel, og man skal kende forholdene.
Banen er lang, men ikke vandret hele tiden, den starter lavt. Hvis man lander for tidligt, kan man slå smut.
Det skete, da flyet landede for tidligt og fik ødelagt næsehjulet og derefter forulykkede og brød i brand.